# فيك ويلسون
فيك ويلسون (17 يناير 1921 في المملكة المتحدة - 5 يونيو 2008 في المملكة المتحدة) (بالإنجليزية: Vic Wilson)‏ هو لاعب كريكت بريطاني (وحمل سابقاً جنسية المملكة المتحدة لبريطانيا العظمى وأيرلندا). لعب مع نادي مقاطعة يوركشاير للكريكت ‏.

## وصلات خارجية
- فيك ويلسون على موقع إي آس بي آن كريك إنفو (الإنجليزية)